# Fred Surville
Fred Surville (Fritz Rüegg) (* 8. September 1910 in Lausanne; † 23. Oktober 1990 in Casablanca) war ein Schweizer Filmregisseur, Filmeditor und Innenarchitekt.

## Leben und Werk
Surville absolvierte eine Ausbildung am Konservatorium in Lausanne und hatte anschliessend ein Engagement am Théâtre de la Madeleine in Paris. Von 1929 bis 1930 arbeitete er in den Barrandov-Filmstudios in Prag.
1931 war er Regie-Assistent von Nikita Balieff und debütierte 1934 als Regie-Assistent im Film von Jean Choux, als dieser den Film Mutterschaft (Maternité) drehte. In Genf gründete Surville 1933 die Avantgarde-Gruppe «Le Studio».
In Berlin machte Surville ein Praktikum bei der Tobis-Film. Da er den Nationalsozialismus ablehnte, kehrte er 1937 in die Schweiz zurück und drehte 1939 als Regisseur den Kurzfilm Richesse de la terre. Anschliessend arbeitete er in Genf als Filmeditor bei der «Cinégram». Sein Film Santorin erhielt 1939 an den Internationalen Filmfestspielen Venedig den Filmpreis.
1941 führte Surville Regie bei dem Film Manouche. Chefoperateur war Adrien Porchet; für die Tonaufnahmen war Gerald Chamberlain aus London zuständig. Die Produktionsfirma «Sarco A. G.» drehte den Film in Lausanne und in den Walliser Alpen. Das Drehbuch hatten Francis Bernier und Camille Freytag geschrieben. Yva Bella und Pierre Dudan waren in den Hauptrollen zu sehen.
Mit Carl Junghans drehte er mehrere Filme in Prag. Für die französische Fassung des Films Und das Leben geht weiter führte Surville Regie. Später wurde er Assistent von Jean Lemur. Surville reiste nach Griechenland, wo er fünf Dokumentarfilme herstellte.
In der Schweiz drehte Surville Güter der Erde und war zuletzt Regie-Assistent von Jacques Feyder in Eine Frau verschwindet (Une femme disparaît). Nach dem Zweiten Weltkrieg übersiedelte Surville nach Marokko, wo er als Innenarchitekt tätig war.